# 莫佩尔蒂 (芒什省)
莫佩尔蒂（法語：Maupertuis，法語發音：[mopɛʁtɥi]）是法国芒什省的一个市镇，属于圣洛区。

## 地理
莫佩尔蒂（48°57'17"N, 1°12'4"W）面积5.41 平方千米，位于法国诺曼底大区芒什省，该省份为法国西北部沿海省份，西、北、东北三面环大西洋，东起顺时针与卡爾瓦多斯省、奧恩省、马耶讷省和伊勒-维莱讷省接壤。
与莫佩尔蒂接壤的市镇（或旧市镇、城区）包括：拉艾贝勒丰、勒吉兰、昂比、诺曼底地区佩尔西、维勒博东。
莫佩尔蒂的时区为UTC+01:00、UTC+02:00（夏令时）。

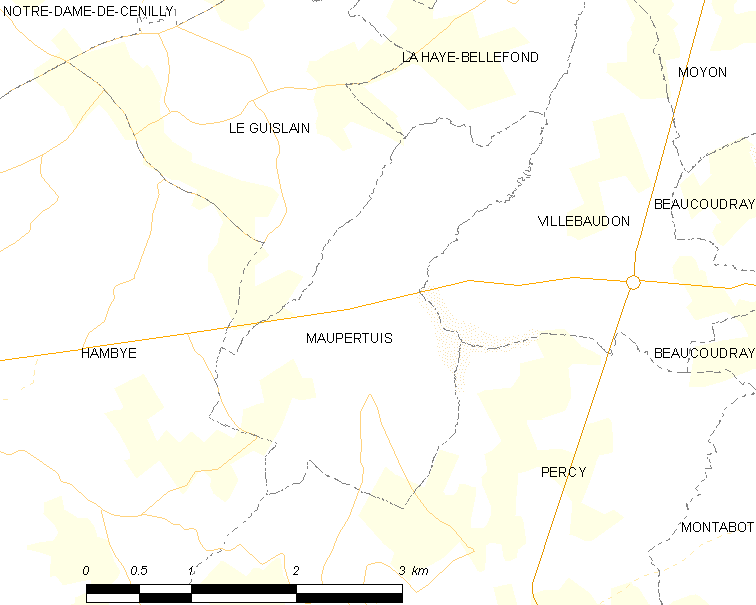
莫佩尔蒂的OSM定位图

## 行政
莫佩尔蒂的邮政编码为50410，INSEE市镇编码为50295。

## 政治
莫佩尔蒂所属的省级选区为维勒迪约莱普瓦勒-鲁菲尼县。

## 人口

1962-2008年间莫佩尔蒂人口变化图示

莫佩尔蒂于2022年1月1日时的人口数量为147人。